# Liste der Kulturdenkmäler in Erlenbrunn
In der Liste der Kulturdenkmäler in Erlenbrunn sind alle Kulturdenkmäler im Stadtteil Erlenbrunn der rheinland-pfälzischen Stadt Pirmasens aufgeführt. Grundlage ist die Denkmalliste des Landes Rheinland-Pfalz (Stand: 6. März 2023).

## Einzeldenkmäler
| Bezeichnung                   | Lage | Baujahr                | Beschreibung | Bild                           |
| ----------------------------- | --- | ---------------------- | --- | ------------------------------ |
| Forstamt                      | Erlenbrunner Straße 177 Lage                                                                                   | spätes 19. Jahrhundert | villenartiger spätklassizistischer Walmdachbau, spätes 19. Jahrhundert; Gesamtanlage mit Nebengebäude und Garten mit straßenseitiger Einfriedung | weitere Bilder Fotos hochladen |
| Wohnhaus                      | Erlenbrunner Straße 183 Lage                                                                                   | um 1800                | Wohnhaus einer ehemaligen Hofanlage; Krüppelwalmdachbau, um 1800                                                                                 | Fotos hochladen                |
| Evangelische Kirche           | Forststraße 9 Lage                                                                                             | 1932/33                | fünfachsiger Saalbau, 1932/33 | Fotos hochladen                |
| Katholische Kirche St. Joseph | Forststraße 14 Lage                                                                                            | 1930                   | kleiner romanisierender Saalbau, 1930 | Fotos hochladen                |
| Kriegerdenkmal                | Forststraße, bei Nr. 16 Lage                                                                                   |                        | Kriegerdenkmal 1914/18, nach 1945 erweitert | Fotos hochladen                |
| Horbachbrunnen                | östlich des Ortes an der Horbacher Halde; Distrikt Wippelscheer I. Gewanne Lage                                |                        | Quellfassung mit Viehtränke | BW                             |
| Kuhtrog                       | südlich des Ortes an der Haselhalde Lage                                                                       |                        | Viehtränke mit Quelle, am Steilhang gelegen | BW                             |
| Quellfassung                  | südwestlich des Ortes, östlich der verlängerten Erlenstraße; Flur Lange Ahnung links am Torweg I. Gewanne Lage |                        | Quellfassung, stark eingewachsen | BW                             |
| Brunnen                       | südwestlich des Ortes am Elendsberg; Distrikt Elendsberg Lage                                                  |                        | Brunnenstube mit Viehtränke | BW                             |